# 화산초등학교 승치분교
화산초등학교 승치분교는 전라북도 완주군 화산면 승치리에 있었던 초등학교 분교이다.

## 연혁
- 1954.09.20 화산국민학교 승치분교 개교
- 1960.04.08 승치국민학교 개교(승격) 기념
- 1992.02.28 제31회 졸업(연 957명)
- 1992.03.01 화산국민학교 승치분교
- 1996.03.01 화산초등학교 승치분교
- 2000.03.01 본교로 통합